# تیمور اروز
تیمور اروز (متولد ۲۷ اکتبر ۱۹۹۴)

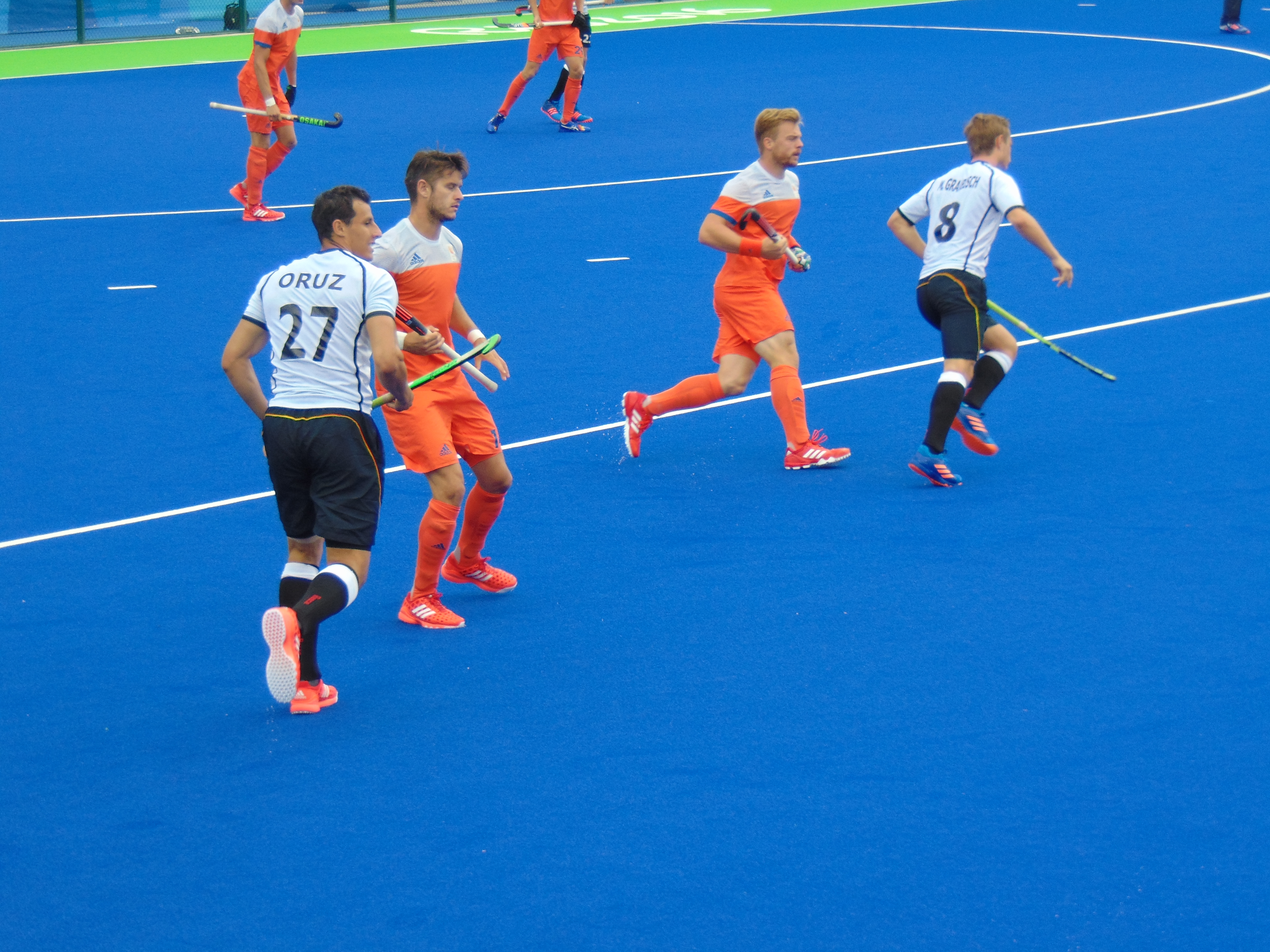
تیمور اروز با لباس سفید شماره ۲۷

یکی از بازیکنان تیم هاکی روی چمن کشور آلمان است. او توانست به همراه تیم کشورش در بازی‌های المپیک تابستانی ۲۰۱۶ ریو در برزیل موفق به کسب مدال برنز شود.